# Enneapterygius nasimae
Enneapterygius nasimae és una espècie de peix de la família dels tripterígids i de l'ordre dels perciformes.

## Hàbitat
És un peix marí de clima tropical.

## Distribució geogràfica
Es troba al Pakistan.